# 1830 w literaturze
Wydarzenia literackie w 1830 roku.

## Wydarzenia
- 25 lutego – premiera teatralna Hernaniego Victora Hugo (dramat napisany w sierpniu i wrześniu 1829 r.).

## Nowe książki
- polskie
  - Juliusz Słowacki
    - Jan Bielecki
    - Arab
    - Hugo (wydanie; napisany w 1829)
    - Maria Stuart
    - Mnich

  - Zygmunt Krasiński
    - Władysław Herman i dwór jego
- zagraniczne
  - Honoré de Balzac – Dom pod kotem z rakietką (La Maison du chat-qui-pelote - napisana w 1829 r.)
  - Jeremy Bentham – Constitutional Code for All Nations (idee demokracji konstytucyjnej)
  - Edward Bulwer-Lytton – Paul Clifford
  - William Cobbett – Rural Rides (publicystyka)
  - James Fenimore Cooper – Wiedźma morska (The Water-Witch)
  - Henrik Hertz – Amors Genistreger (dramat)
  - Oliver Wendell Holmes – Old Ironsides
  - Alphonse de Lamartine – Harmonies poétiques et religieuses (poezje)
  - Frederick Marryat – The King’s Own
  - Thomas Moore – Letters and Journals of Lord Byron, with Notices of his Life (listy i dzienniki Byrona)
  - Alfred de Musset
    - Contes d’Espagne et d'Italie (poezje, pierwsze utwory z tego cyklu ukazały się w 1829)
    - Noc wenecka (La Nuit vénitienne – dramat)

  - Caroline Norton, The Undying One and Other Poems
  - Thomas Love Peacock – Crotchet Castle (pierwsze wydanie w 1831 r.)
  - Anna Maria Porter – The Barony
  - Aleksander Puszkin – Gość kamienny (Каменный гость)
  - Charles-Augustin Sainte-Beuve – Les Consolations (poezje)
  - Walter Scott
    - Auchindrane
    - The Doom of Devorgoil

  - Catharine Maria Sedgwick – A Tale of Our Times
  - Mary Shelley – The Fortunes of Perkin Warbeck
  - Joseph Smith – Księga Mormona (uznawana za objawioną przez ruch świętych w dniach ostatnich)
  - Stendhal – Czerwone i czarne  (Le Rouge et le Noir)
  - Alfred Tennyson – Poems, Chiefly Lyrical (poezje)

## Urodzili się
- 15 marca – Paul Heyse, niemiecki pisarz, laureat Nagrody Nobla za rok 1910 (zm. 1910)
- 18 marca – Numa Denis Fustel de Coulanges, francuski historyk (zm. 1889)
- 6 kwietnia – Eugène Rambert, szwajcarski pisarz (zm. 1886)
- 4 maja – Alberto Blest Gana, chilijski pisarz (zm. 1920)
- 20 maja – Hector Malot, francuski pisarz (zm. 1907)
- 1 maja – Guido Gezelle, flamandzki pisarz (zm. 1899)
- 21 czerwca – Luís Gama, brazylijski pisarz i dziennikarz (zm. 1882)
- 29 czerwca – Piotr Umiński, działacz społeczny, kolekcjoner, redaktor (zm. 1906)
- 20 lipca – Franciszek Dobrowolski, działacz społeczny i polityczny, redaktor Dziennika Poznańskiego (zm. 1896)
- 8 września – Frédéric Mistral, francuski poeta (zm. 1914)
- 13 września – Marie von Ebner-Eschenbach, austriacka pisarka (zm. 1916)
- 15 października – Helen Jackson, amerykańska powieściopisarka (zm. 1885)
- 5 grudnia – Christina Rossetti, angielska poetka (zm. 1894)
- 7 grudnia – Jehuda Lejb Gordon, żydowski poeta i prozaik tworzący po hebrajsku, innowator poezji hebrajskiej (zm. 1892)
- 10 grudnia – Emily Dickinson, amerykańska poetka (zm. 1886)
- 17 grudnia – Jules de Goncourt, francuski pisarz (zm. 1870)
- 19 grudnia – Susan Huntington Gilbert Dickinson, amerykańska poetka (zm. 1913)
- 25 grudnia – Susan Wallace, amerykańska poetka (zm. 1907)
- Marian Gorzkowski, polski pisarz i dramaturg (zm. 1911)
- Edward Wende, polski księgarz i wydawca (zm. 1914)

## Zmarli
- 17 stycznia – Wilhelm Waiblinger, niemiecki poeta (ur. 1804)
- 15 lutego – Ioane Bagrationi, gruziński encyklopedysta (ur. 1768)
- 20 lutego – Robert Anderson, szkocki pisarz i krytyk literacki (ur. 1750)
- 29 marca – James Rennell, angielski historyk i oceanograf (ur. 1742)
- 12 maja – Dionizas Poška (Dionizy Paszkiewicz), pisarz litewsko-polski (ur. 1757)
- 28 czerwca – David Walker, amerykański pisarz, abolicjonista, autor pamfletu Walker’s Appeal (ur. ?)
- 20 sierpnia – Wasilij Puszkin, rosyjski poeta (ur. 1766)
- 18 września – William Hazlitt, brytyjski eseista (ur. 1778)
- 20 listopada (8 listopada starego stylu) – Gustav von Ewers, niemiecki i rosyjski historyk prawa (ur. 1781)
- 5 października – Dinicu Golescu, wołoski pisarz (ur. 1777)
- 8 października – Johann Gottfried Ebel, podróżnik, autor przewodnika po Szwajcarii (ur. 1764)
- 8 grudnia – Benjamin Constant, francuski pisarz, filozof i polityk liberalny pochodzenia szwajcarskiego (ur. 1767)
- 31 grudnia – Stéphanie Félicité Ducrest de St-Aubin, hrabina de Genlis, zwana Madame Brûlart, francuska dramatopisarka i działaczka oświatowa (ur. 1746)
- Józef Dobek Dzierzkowski, adwokat, polityk galicyjski i bibliofil, założyciel Pamiętnika Lwowskiego, prowadził popularny we Lwowie salon literacki (ur. 1764)
- Ignacy Lachnicki, pisarz, pułkownik, stolnik wiłkomierski, członek Towarzystwa Szubrawców (ur. 1755)
- Ludwik Sobolewski, bibliotekarz, bibliograf, filolog, nauczyciel gimnazjalny (ur. 1791)